# 願羽マサル
願羽 マサル（がんば まさる、1981年1月22日）は、日本のパフォーマー。
兵庫県稲美町出身。

## 経歴・人物
従来の型にとらわれないヌンチャクパフォーマンススタイル「フリースタイルヌンチャク」を武器にヌンチャクパフォーマー、インストラクター、伝道師として活動している。
国内初のフリースタイルヌンチャク教室「フリースタイルヌンチャクin中野」を開講し、数多くの受講者にヌンチャクの技術を指導。俳優、ダンサー、ミュージシャン、お笑い芸人などエンターテイメント業界の受講者も多く、ステージでの振り付けや技術指導も行なっており、師として仰ぐ者も多い。
ヌンチャクパフォーマーとして数多くのステージに出演し、ヌンチャク教室の生徒たちとヌンチャクパフォーマンスチーム願龍団(GAN LONG DAN)を立ち上げ、現在チームでの活動も行なっている。
ヌンチャク以外にも素手、鞭、剣のアクションをSNS上で度々披露している。
また、毎朝欠かさず100回以上腕立てを行うことを日課としている。
ヌンチャク普及活動として日本で初めてヌンチャクのみのパフォーマンスイベントを開催、また2021年に全国のヌンチャク仲間と「全日本フリースタイルヌンチャク連盟」を発足。運営委員長を務める。
願羽のYouTubeチャンネルの動画を見てヌンチャクの練習をしていたお笑いコンビハライチの岩井勇気から師匠と呼ばれている。
スーツアクターとして活動していた経歴もあり「仮面ライダー」「戦隊ヒーロー」「ウルトラマン」などのヒーローショー(埼玉スーパーアリーナ、東京ドームシティ等)にも出演。

## 出演

### バラエティ
- 5時に夢中!(東京MX)
- アイドリング!!!(フジテレビONE)
- バナナ塾(東海テレビ)
- ためしてガッテン(NHK)
- SUPER☆GiRLSの超絶アドベンチャー(アイドル専門チャンネルPigoo)
- あさイチ(NHK)
- シューイチ(日本テレビ)
- ヒルナンデス(日本テレビ)
- モヤモヤさまぁ〜ず2(テレビ東京)
- 超人マゼル(CBCテレビ)[2]
- 本能Z(CBCテレビ)
- 巷の噺(テレビ東京)
- 噂の!東京マガジン(BS-TBS)
- この世は【ご報告】であふれてる！？(テレビ東京)

　　※第１回、第２回に出演
- かがやけ！ミラクルボーイズ(テレビ神奈川)
- いただきハイジャンプ(フジテレビ)[3]
- 秘密結社lol-planets(テレビ神奈川)
- ストイックOCTPATH!(フジテレビ)

### CM
- エステー　ムシューダ “虫に喰われちゃおしまいさ”編[4]

### ラジオ
- 福井謙二 グッモニ(文化放送)[5]
- GOOD NEIGHBORS(J-WAVE)[6]

### イベント
- エブリシング・エブリウェア・オール・アット・ワンス大ヒット祈願イベント[7]

### 映画
- 仮面ライダーディケイド オールライダー対大ショッカー (東映)